# ميخائيل برانسون
ميخائيل برانسون (بالإنجليزية: Michael Brunson)‏ هو صحفي سياسي بريطاني، ولد في 12 أغسطس 1940 في نورتش في المملكة المتحدة.